# Melle (Deux-Sèvres)
Melle es una comuna nueva francesa situada en el departamento de Deux-Sèvres, de la región de Nueva Aquitania.

## Historia
Forma parte del Camino de Santiago, en la Via Turonensis.
El 1 de enero de 2019 pasó a ser una comuna nueva al absorber las comunas de Mazières-sur-Béronne, Paizay-le-Tort, Saint-Léger-de-la-Martinière y Saint-Martin-lès-Melle.

## Demografía
Según los datos aportados en la resolución del prefecto de Deux-Sèvres, la comuna nueva se crea con 6697 habitantes.

## Composición
| Comuna fusionada             | Código INSEE | Población (2016) | Superficie (km²) | Densidad (hab./km²) |
| ---------------------------- | ------------ | ---------------- | ---------------- | ------------------- |
| Mazières-sur-Béronne         | 79173        | 389              | 9.5              | 41                  |
| Melle                        | 79174        | 3607             | 9.76             | 370                 |
| Paizay-le-Tort               | 79199        | 481              | 11.28            | 43                  |
| Saint-Léger-de-la-Martinière | 79264        | 967              | 25.64            | 38                  |
| Saint-Martin-lès-Melle       | 79279        | 873              | 9.16             | 95                  |

## Lugares de interés
- Arboretum du Chemin de la Découverte (Arboreto del Camino de los Descubrimientos)
- Iglesia de San Hilario
- Iglesia de San Pedro.
- Iglesia de San Sabino.
- Museo de la motocicleta "Monet-Goyon".
- Las antiguas minas de plata de los reyes Francos (siglo VII-X); aquí se acuñó moneda desde 768 hasta 1189 con la casa de moneda METVLLO.
- el "Hôtel de Ménoc" (Antiguo Palacio de Justicia) (siglo XV).